# St. Ägidius (Kirchardt)

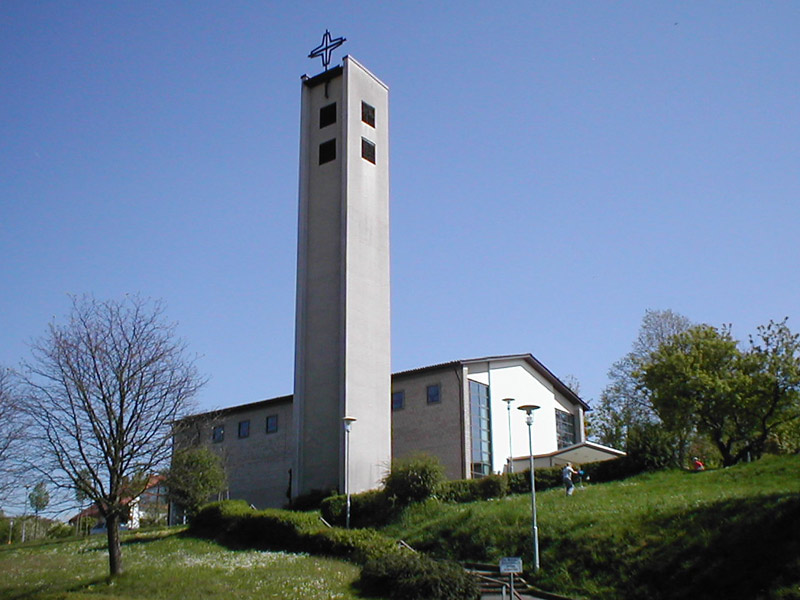
St. Ägidius in Kirchardt

Die katholische Kirche St. Ägidius in Kirchardt im Landkreis Heilbronn in Baden-Württemberg wurde 1960/61 als Ersatz für eine an anderer Stelle befindliche ältere katholische Kirche des Ortes errichtet.

## Geschichte

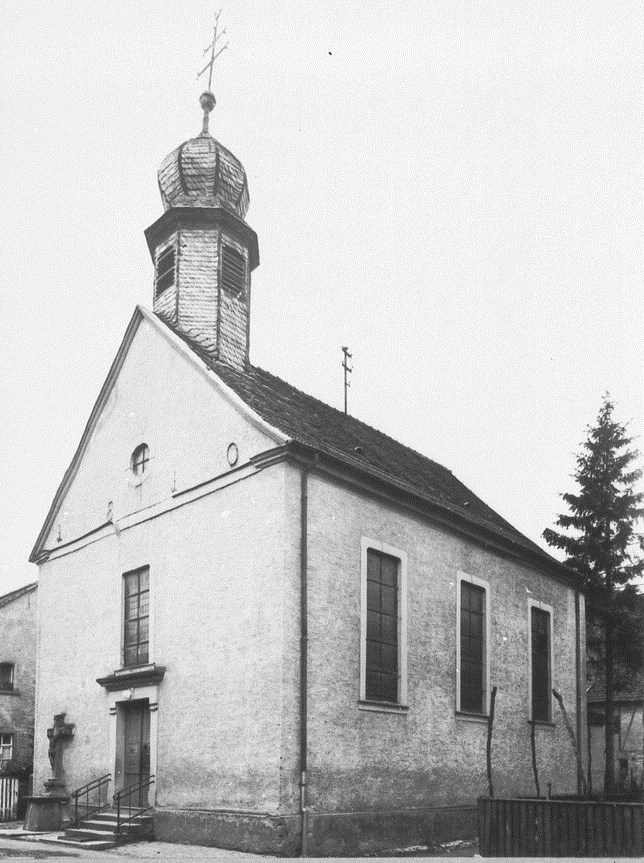
Alte katholische Kirche
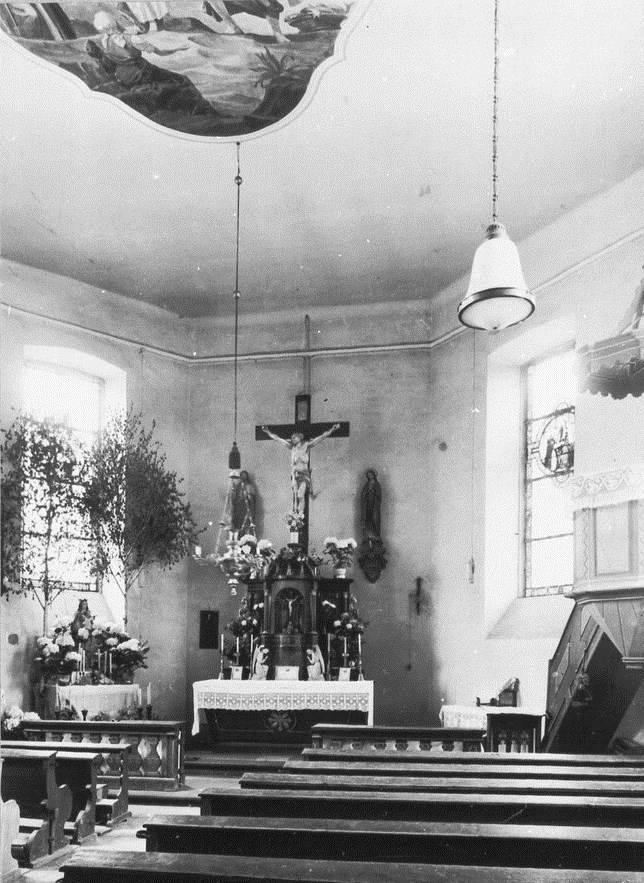
Alte katholische Kirche, Innen

Kirchardt war seit der Reformation überwiegend evangelisch geprägt. Eine größere katholische Gemeinde bildete sich erst zu Beginn des 19. Jahrhunderts aus und erbaute sich im Jahr 1810 in der Ortsmitte eine eigene Kirche. Als Kirchenpatron für die Kirche von 1810 wählte man den Heiligen Ägidius, der bereits Patron der vorreformatorischen alten Dorfkirche gewesen war. Die katholische Gemeinde wuchs im Lauf der Zeit stetig an und erfuhr durch den Zuzug von Vertriebenen und Flüchtlingen seit dem Zweiten Weltkrieg nochmals eine immense Vergrößerung, so dass die alte Kirche in der Ortsmitte in den 1950er Jahren zu klein wurde. Wegen der beengten Bebauung in der Ortsmitte und ihrer Lage an der verkehrsreichen Bundesstraße 39 konnte die alte Kirche nicht mehr erweitert werden, so dass sich die katholische Gemeinde zu einem Neubau an der Ecke Waldstraße/Zeppelinstraße entschloss.
Die neue Kirche wurde 1960/61 errichtet und erhielt neben dem bisherigen Patron Ägidius noch zwei weitere Patrone, nämlich Papst Pius X. und Klemens Maria Hofbauer. Der Neubau wurde am 26. November 1961 durch Dekan August Breuning und am 26. Mai 1963 durch Erzbischof Hermann Schäufele geweiht. Nach Fertigstellung des Neubaus wurde im Jahre 1966 die alte katholische Kirche in der Ortsmitte abgerissen, an ihrer Stelle befindet sich heute der Parkplatz eines Einzelhandelsgeschäfts. 1972 wurde außerdem ein neues katholisches Gemeindehaus errichtet.

## Glocken
Neben der rechteckigen Saalkirche mit flach geneigtem Satteldach steht frei nach Art eines Campanile der Kirchturm, in dem ein Geläut mit fünf Glocken hängt. Die beiden kleinsten wurden 1951 von Friedrich Wilhelm Schilling in Heidelberg gegossen. 1997 ergänzte die Glockengießerei Bachert in Heilbronn das Geläut mit drei weiteren Glocken.
| Nr. | Durchmesser | Gewicht | Schlagton |
| --- | ----------- | ------- | --------- |
| 1   | 1120 mm     | 900 kg  | f′+2      |
| 2   | 1000 mm     | 600 kg  | g′-3      |
| 3   | 0850 mm     | 350 kg  | b′+-0     |
| 4   | 0750 mm     | 250 kg  | c"-2      |
| 5   | 0650 mm     | 150 kg  | es"-2     |

## Kirchengemeinde
Die katholische Gemeinde im Kirchardter Ortsteil Bockschaft, vormals Filiale der Gemeinde in Richen, wurde zum 1. Januar 1968 nach Kirchardt umgepfarrt. Zum 1. Oktober 1978 folgte die vormals zu Gemmingen zählende katholische Gemeinde des Ortsteils Berwangen, womit alle Katholiken in Kirchardt und seinen Ortsteilen zur Ägidiusgemeinde zählten. Diese gehört zur Kath. Kirchengemeinde Bad Rappenau/Obergimpern im Dekanat Kraichgau innerhalb des Erzbistums Freiburg.

## Nachweise
1. ↑  Glockeninspektion Erzbistum Freiburg: Kath. Filialkirche St. Ägidius in Kirchardt

Koordinaten: 49° 12′ 24,2″ N, 8° 59′ 44,6″ O